# Ялтинський повіт
Ялтинський повіт — історична адміністративно-територіальна одиниця Таврійської губернії. Охоплював південну частину Кримського півострова.

## Підпорядкування
- Утворений згідно з указом Миколи І від 17 вересня 1837 року, затвердженим у березні 1838 року, у складі Таврійської губернії. Повіт займав весь Південний берег Криму та прилеглі гори.
- Алушта 1902 року отримала статус міста

18 жовтня 1921 року повіт ліквідовано відповідно до нового територіального розмежування з
утворенням Кримської Автономної Соціалістичної Радянської Республіки у складі РРФСР.

## Склад
Повіт складався з 5 волостей:
- Алуштинська волость
- Байдарська волость
- Богатирська волость
- Дерекойська волость
- Кучук-Узенська волость

та міста Ялта із Балашовською, Воронцовською, Мордвиновською слободами, передмістям Заріччя, слободою Шеломе.

## Населення
1897 року мешкало 73 260 осіб, зокрема у Ялті 13 155.